# Liga Națională de handbal feminin 2012-2013
Liga Națională de handbal feminin 2012-2013 a fost a 55-a ediție a primului eșalon valoric al campionatului național de handbal feminin românesc, respectiv a 16-a ediție în sistemul Ligii Naționale. Competiția a fost organizată de Federația Română de Handbal (FRH). 
În sezonul 2012-2013, Liga Națională ar fi trebuit să fie alcătuită din 12 echipe. După retragerea din motive financiare a echipei Terom-Z Iași, FRH a înlocuit-o cu echipa națională de handbal feminin pentru tineret a României. Pe 12 septembrie, la foarte scurt timp de la această decizie, FRH a decis retragerea naționalei de tineret „datorită refuzului și obstrucției cluburilor (LPS Iași, LPS Roman, Școala 181 SPP București, CSȘ 6 București, LPS Bistrița și CSȘ 2 Baia Mare) de a pune la dispoziția lotului de tineret NAȚIONAL–ROU sportivele nominalizate de către FR Handbal, pentru a participa în Liga Națională feminină, în anul competițional 2012-2013”.
Drept urmare, în sezonul competițional 2012-2013, Liga Națională a fost alcătuită din 11 echipe. Din acest motiv, prin rotație, în fiecare etapă a existat câte o echipă care nu a jucat niciun meci.
Sezonul 2012-2013 al Ligii Naționale de handbal feminin s-a desfășurat în sistem tur-retur.

## Echipe participante
În sezonul 2012-2013 au promovat în Liga Națională echipele CSM Ploiești și Terom-Z Iași, acestea două câștigând barajul pentru promovare. Ele au luat locul celor două retrogradate la finalul sezonului 2011-2012, CSU Neptun Constanța și CSM Cetate Deva. După retragerea echipei din Iași, doar CSM Ploiești a rămas să evolueze în Liga Națională. Din acest motiv, o singură echipă a retrogradat în Divizia A la sfârșitul sezonului. În plus, retragerea Terom-Z Iași a făcut ca în sezonul 2012-2013 să evolueze un număr impar de echipe. De aceea, în fiecare etapă a existat câte o echipă care, prin rotație, nu a jucat; conform paginii oficiale a FRH, această echipă a stat.
Echipele care au participat în sezonul competițional 2012-2013 al Ligii Naționale de handbal feminin au fost:
| - CS Oltchim Râmnicu Vâlcea - Universitatea Jolidon Cluj - HC Zalău - HC Dunărea Brăila - HC Danubius Galați - ASC Corona 2010 Brașov | - CSM București - HCM Baia Mare - HCM Roman - CSM Ploiești - SCM Craiova |

## Clasament
Clasamentul final la data de 15 mai 2013.
| POZ | Echipa           | J  | V  | E | Î  | GM  | GP  | DG   | P  | Promovare sau retrogradare |
| --- | ---------------- | -- | -- | - | -- | --- | --- | ---- | -- | -------------------------- |
| 1   | Oltchim Vâlcea   | 20 | 20 | 0 | 0  | 651 | 470 | +181 | 40 |                            |
| 2   | HCM Baia Mare    | 20 | 15 | 0 | 5  | 567 | 516 | +51  | 30 |                            |
| 3   | „U” Jolidon Cluj | 20 | 10 | 2 | 8  | 560 | 550 | +10  | 22 |                            |
| 4   | HC Zalău         | 20 | 10 | 2 | 8  | 493 | 459 | +34  | 22 |                            |
| 5   | Dunărea Brăila   | 20 | 10 | 1 | 9  | 495 | 500 | −5   | 21 |                            |
| 6   | Corona Brașov    | 20 | 9  | 1 | 10 | 532 | 531 | +1   | 19 |                            |
| 7   | HCM Roman        | 20 | 9  | 1 | 10 | 450 | 474 | −24  | 19 |                            |
| 8   | CSM București    | 20 | 8  | 0 | 12 | 525 | 533 | −8   | 16 |                            |
| 9   | CSM Ploiești     | 20 | 5  | 3 | 12 | 480 | 551 | −71  | 13 |                            |
| 10  | SCM Craiova      | 20 | 4  | 3 | 13 | 445 | 528 | −83  | 11 |                            |
| ▼11 | Danubius Galați  | 20 | 3  | 1 | 16 | 480 | 563 | −83  | 7  | Retrogradare în Divizia A  |

La sfârșitul sezonului competițional, CS Oltchim Râmnicu Vâlcea a terminat pe primul loc și a obținut al 19-lea titlu de campioană a României, al șaptelea consecutiv. Echipa din Râmnicu Vâlcea a terminat sezonul cu 20 de victorii din tot atâtea posibile, acumulând 40 de puncte. În urma rezultatelor, Oltchim s-a calificat în sezonul viitor direct în grupele Ligii Campionilor, HCM Baia Mare în turneul preliminar al Ligii Campionilor, „U” Jolidon Cluj și HC Zalău în Cupa EHF. Un al cincilea loc alocat României în cupele europene a fost în Cupa Cupelor, iar echipa participantă a fost decisă după disputarea Cupei României ediția 2013, programată între 20-22 mai, la Oradea.

## Rezultate în tur
Rezultate oficiale publicate de Federația Română de Handbal  și Liga Profesionistă de Handbal: 

### Etapa I
| 5 septembrie 2012 17:00 | HCM Baia Mare | 24 – 19 | HCM Roman         | Sala Sporturilor Lascăr Pană, Baia Mare Asistență: 500 Arbitri: Harabagiu, Stănescu |
| 5 septembrie 2012 17:00 | Geiger 12     | (14–9)  | Garipova, Pavăl 3 | Sala Sporturilor Lascăr Pană, Baia Mare Asistență: 500 Arbitri: Harabagiu, Stănescu |
| 5 septembrie 2012 17:00 | 4×            | Raport  | 2× 1×             | Sala Sporturilor Lascăr Pană, Baia Mare Asistență: 500 Arbitri: Harabagiu, Stănescu |

| 5 septembrie 2012 17:00 | Corona Brașov | 40 – 27 | Universitatea Jolidon Cluj | Școala generală 11, Brașov Asistență: 300 Arbitri: Pavel, State |
| 5 septembrie 2012 17:00 | Druțu 8       | (18–13) | Chintoan 8                 | Școala generală 11, Brașov Asistență: 300 Arbitri: Pavel, State |
| 5 septembrie 2012 17:00 | Raport        |         |                            | Școala generală 11, Brașov Asistență: 300 Arbitri: Pavel, State |

| 6 septembrie 2012 17:00 | CSM Ploiești | 25 – 25 | SCM Craiova | Sala Sporturilor, Plopeni Asistență: 300 Arbitri: Din, Dinu |
| 6 septembrie 2012 17:00 | Crap 6       | (13–11) | Băbeanu 8   | Sala Sporturilor, Plopeni Asistență: 300 Arbitri: Din, Dinu |
| 6 septembrie 2012 17:00 | Raport       |         |             | Sala Sporturilor, Plopeni Asistență: 300 Arbitri: Din, Dinu |

| 6 septembrie 2012 17:00 | HC Danubius Galați | 22 – 28 | CSM București | Sala Siderurgistul, Galați Asistență: 500 Arbitri: Barcan, Ciurea |
| 6 septembrie 2012 17:00 | Glibko 9           | (13–13) | Mihalschi 11  | Sala Siderurgistul, Galați Asistență: 500 Arbitri: Barcan, Ciurea |
| 6 septembrie 2012 17:00 | 2×                 | Raport  | 4× 1×         | Sala Siderurgistul, Galați Asistență: 500 Arbitri: Barcan, Ciurea |

| 6 septembrie 2012 | Lotul Național de tineret | 22 – 31 | HC Dunărea Brăila | Sala Polivalentă „Danubius”, Brăila |
| 6 septembrie 2012 | Safta 8                   | (14-15) | Brot 6            | Sala Polivalentă „Danubius”, Brăila |
| 6 septembrie 2012 |                           |         |                   | Sala Polivalentă „Danubius”, Brăila |

| 12 septembrie 2012 18:00 | HC Zalău | 20 – 22 | Oltchim Râmnicu Vâlcea | Sala Avram Iancu, Zalău Arbitri: Anton, Cristea |
| 12 septembrie 2012 18:00 | Szűcs 6  | (10–9)  | Barbosa 6              | Sala Avram Iancu, Zalău Arbitri: Anton, Cristea |
| 12 septembrie 2012 18:00 |          | Raport  | 3×                     | Sala Avram Iancu, Zalău Arbitri: Anton, Cristea |

Cele două puncte obținute de HC Dunărea Brăila au fost anulate de FRH după retragerea Lotului Național de tineret din Liga Națională.

### Etapa a II-a
| 9 septembrie 2012 11:00 | SCM Craiova        | 24 – 20 | HC Danubius Galați | Sala de Sport, Filiași Arbitri: Stark, Ștefan |
| 9 septembrie 2012 11:00 | Băbeanu, Briscan 6 | (13–10) | Glibko 10          | Sala de Sport, Filiași Arbitri: Stark, Ștefan |
| 9 septembrie 2012 11:00 | Raport             |         |                    | Sala de Sport, Filiași Arbitri: Stark, Ștefan |

| 9 septembrie 2012 | HC Zalău | 36 – 15 | Lotul Național de tineret | Sala Avram Iancu, Zalău |
| 9 septembrie 2012 | Varga 10 | (21–8)  | Popa, Cîrjan 4            | Sala Avram Iancu, Zalău |
| 9 septembrie 2012 |          |         |                           | Sala Avram Iancu, Zalău |

| 9 septembrie 2012 12:00 | „U” Jolidon Cluj  | 30 – 21 | CSM Ploiești | Sala Sporturilor, Bistrița Arbitri: Cîrligeanu, Năstase |
| 9 septembrie 2012 12:00 | Chintoan, Dincă 7 | (13–10) | Luca 8       | Sala Sporturilor, Bistrița Arbitri: Cîrligeanu, Năstase |
| 9 septembrie 2012 12:00 | Raport            |         |              | Sala Sporturilor, Bistrița Arbitri: Cîrligeanu, Năstase |

| 9 septembrie 2012 13:00 | Oltchim Râmnicu Vâlcea | 36 – 26 | HCM Roman | Sala Sporturilor Traian, Râmnicu Vâlcea Arbitri: Doană, Gociu |
| 9 septembrie 2012 13:00 | Bulatović 7            | (18–13) | Marin 9   | Sala Sporturilor Traian, Râmnicu Vâlcea Arbitri: Doană, Gociu |
| 9 septembrie 2012 13:00 | Raport                 |         |           | Sala Sporturilor Traian, Râmnicu Vâlcea Arbitri: Doană, Gociu |

| 10 septembrie 2012 17:00 | CSM București | 30 – 31 | HCM Baia Mare | Sala Rapid, București Asistență: 300 Arbitri: Belean, Călina |
| 10 septembrie 2012 17:00 | Vărzaru 9     | (14–14) | Buceschi 8    | Sala Rapid, București Asistență: 300 Arbitri: Belean, Călina |
| 10 septembrie 2012 17:00 | 4×            | Raport  | 2×            | Sala Rapid, București Asistență: 300 Arbitri: Belean, Călina |

| 10 septembrie 2012 19:00 | HC Dunărea Brăila | 30 – 26 | Corona Brașov | Sala Polivalentă „Danubius”, Brăila Asistență: 1.500 Arbitri: Duță, Florescu |
| 10 septembrie 2012 19:00 | Horjea 13         | (17–12) | Hotea 8       | Sala Polivalentă „Danubius”, Brăila Asistență: 1.500 Arbitri: Duță, Florescu |
| 10 septembrie 2012 19:00 | 2×                | Raport  | 3×            | Sala Polivalentă „Danubius”, Brăila Asistență: 1.500 Arbitri: Duță, Florescu |

Cele două puncte obținute de HC Zalău au fost anulate de FRH după retragerea Lotului Național de tineret din Liga Națională.

### Etapa a III-a
| 15 septembrie 2012 11:00 | HCM Roman | 27 – 25 | CSM București | Sala Polivalentă, Roman Arbitri: Băducu, Voicu |
| 15 septembrie 2012 11:00 | Horobeț 7 | (11–10) | Vărzaru 11    | Sala Polivalentă, Roman Arbitri: Băducu, Voicu |
| 15 septembrie 2012 11:00 | Raport    |         |               | Sala Polivalentă, Roman Arbitri: Băducu, Voicu |

| 16 septembrie 2012 11:00 | HCM Baia Mare | 31 – 22 | SCM Craiova | Sala Sporturilor Lascăr Pană, Baia Mare Asistență: 300 Arbitri: Pavel, State |
| 16 septembrie 2012 11:00 | Geiger 6      | (21–9)  | Ianași 7    | Sala Sporturilor Lascăr Pană, Baia Mare Asistență: 300 Arbitri: Pavel, State |
| 16 septembrie 2012 11:00 | 3×            | Raport  | 1×          | Sala Sporturilor Lascăr Pană, Baia Mare Asistență: 300 Arbitri: Pavel, State |

| 16 septembrie 2012 11:00 | CSM Ploiești         | 27 – 28 | HC Dunărea Brăila | Sala Sporturilor, Plopeni Arbitri: Georgescu, Moldoveanu |
| 16 septembrie 2012 11:00 | Crap, Alexandrescu 7 | (14–13) | Horjea 7          | Sala Sporturilor, Plopeni Arbitri: Georgescu, Moldoveanu |
| 16 septembrie 2012 11:00 | Raport               |         |                   | Sala Sporturilor, Plopeni Arbitri: Georgescu, Moldoveanu |

| 16 septembrie 2012 11:00 | HC Danubius Galați | 24 – 31 | „U” Jolidon Cluj | Sala Siderurgistul, Galați Arbitri: Duță, Florescu |
| 16 septembrie 2012 11:00 | Glibko 8           | (11–15) | Chintoan 10      | Sala Siderurgistul, Galați Arbitri: Duță, Florescu |
| 16 septembrie 2012 11:00 | 4× 1×              | Raport  | 4×               | Sala Siderurgistul, Galați Arbitri: Duță, Florescu |

| 17 septembrie 2012 18:00 | Corona Brașov    | 32 – 28 | HC Zalău | Școala generală 11, Brașov Arbitri: Harabagiu, Stănescu |
| 17 septembrie 2012 18:00 | Druțu, Țăcălie 9 | (15-13) | Varga 8  | Școala generală 11, Brașov Arbitri: Harabagiu, Stănescu |
| 17 septembrie 2012 18:00 | Raport           |         |          | Școala generală 11, Brașov Arbitri: Harabagiu, Stănescu |

CS Oltchim Râmnicu Vâlcea a stat.

### Etapa a IV-a
| 22 septembrie 2012 14:15 | HC Dunărea Brăila | 23 – 18 | HC Danubius Galați | Sala Siderurgistul, Galați Asistență: 1.700 Arbitri: Mîrza, Nedelea |
| 22 septembrie 2012 14:15 | Horjea 11         | (12–8)  | Glibko 8           | Sala Siderurgistul, Galați Asistență: 1.700 Arbitri: Mîrza, Nedelea |
| 22 septembrie 2012 14:15 | 3×                | Raport  | 4×                 | Sala Siderurgistul, Galați Asistență: 1.700 Arbitri: Mîrza, Nedelea |

| 23 septembrie 2012 11:00 | Oltchim Râmnicu Vâlcea | 34 – 25 | CSM București | Sala Sporturilor Traian, Râmnicu Vâlcea Arbitri: Muntean, Turdean |
| 23 septembrie 2012 11:00 | Nechita 9              | (14–14) | Mihalschi 7   | Sala Sporturilor Traian, Râmnicu Vâlcea Arbitri: Muntean, Turdean |
| 23 septembrie 2012 11:00 | 3×                     | Raport  | 3×            | Sala Sporturilor Traian, Râmnicu Vâlcea Arbitri: Muntean, Turdean |

| 23 septembrie 2012 11:00 | HC Zalău | 24 – 14 | CSM Ploiești         | Sala Avram Iancu, Zalău Arbitri: Doană, Gociu |
| 23 septembrie 2012 11:00 | Varga 7  | (11–5)  | Alexandrescu, Crap 4 | Sala Avram Iancu, Zalău Arbitri: Doană, Gociu |
| 23 septembrie 2012 11:00 | 3× 2×    | Raport  | 2× 1×                | Sala Avram Iancu, Zalău Arbitri: Doană, Gociu |

| 23 septembrie 2012 11:00 | SCM Craiova | 15 – 23 | HCM Roman | Sala de Sport, Filiași Arbitri: Barbu, Badiu |
| 23 septembrie 2012 11:00 | Gogoriță 5  | (7–11)  | Stoleru 6 | Sala de Sport, Filiași Arbitri: Barbu, Badiu |
| 23 septembrie 2012 11:00 | Raport      |         |           | Sala de Sport, Filiași Arbitri: Barbu, Badiu |

| 10 octombrie 2012 19:30 | „U” Jolidon Cluj                 | 32 – 26 | HCM Baia Mare | Sala Sporturilor Horia Demian, Cluj Asistență: 1.200 Arbitri: Stark, Ștefan |
| 10 octombrie 2012 19:30 | Senocico, Vădineanu, Paraschiv 6 | (18–15) | Geiger 7      | Sala Sporturilor Horia Demian, Cluj Asistență: 1.200 Arbitri: Stark, Ștefan |
| 10 octombrie 2012 19:30 | 2×                               | Raport  | 1×            | Sala Sporturilor Horia Demian, Cluj Asistență: 1.200 Arbitri: Stark, Ștefan |

Corona Brașov a stat.

### Etapa a V-a
| 10 octombrie 2012 18:00 | Corona Brașov | 23 – 34 | Oltchim Râmnicu Vâlcea | Școala generală 11, Brașov Arbitri: Mîrza, Nedelea |
| 10 octombrie 2012 18:00 | Țăcălie 7     | (10-19) | Bulatović 8            | Școala generală 11, Brașov Arbitri: Mîrza, Nedelea |
| 10 octombrie 2012 18:00 | Raport        |         |                        | Școala generală 11, Brașov Arbitri: Mîrza, Nedelea |

| 12 octombrie 2012 17:00 | CSM București        | 31 – 25 | SCM Craiova | Sala Rapid, București Arbitri: Nacu, Rucoi |
| 12 octombrie 2012 17:00 | Vărzaru, Mihalschi 7 | (17-15) | Gogoriță 8  | Sala Rapid, București Arbitri: Nacu, Rucoi |
| 12 octombrie 2012 17:00 | 2×                   | Raport  | 2×          | Sala Rapid, București Arbitri: Nacu, Rucoi |

| 14 octombrie 2012 11:00 | HC Danubius Galați | 22 – 35 | HC Zalău       | Sala Siderugistul, Galați Arbitri: Drăgănescu, Eremia |
| 14 octombrie 2012 11:00 | Glibko 9           | (9-14)  | Szűcs, Varga 7 | Sala Siderugistul, Galați Arbitri: Drăgănescu, Eremia |
| 14 octombrie 2012 11:00 |                    | Raport  | 1×             | Sala Siderugistul, Galați Arbitri: Drăgănescu, Eremia |

| 15 octombrie 2012 18:00 | HCM Baia Mare | 32 – 26 | HC Dunărea Brăila | Sala Sporturilor Lascăr Pană, Baia Mare Asistență: 1.000 Arbitri: Belean, Călina |
| 15 octombrie 2012 18:00 | Ghionea 8     | (17–13) | Perianu 8         | Sala Sporturilor Lascăr Pană, Baia Mare Asistență: 1.000 Arbitri: Belean, Călina |
| 15 octombrie 2012 18:00 | 2×            | Raport  | 4× 3×             | Sala Sporturilor Lascăr Pană, Baia Mare Asistență: 1.000 Arbitri: Belean, Călina |

| 17 octombrie 2012 17:00 | HCM Roman | 26 – 23 | „U” Jolidon Cluj | Sala Polivalentă, Roman Arbitri: Blas, Ghiorghișor |
| 17 octombrie 2012 17:00 | Marin 6   | (10–13) | Paraschiv 5      | Sala Polivalentă, Roman Arbitri: Blas, Ghiorghișor |
| 17 octombrie 2012 17:00 | Raport    |         |                  | Sala Polivalentă, Roman Arbitri: Blas, Ghiorghișor |

CSM Ploiești a stat.

### Etapa a VI-a
| 16 octombrie 2012 18:00 | Oltchim Râmnicu Vâlcea | 39 – 24 | SCM Craiova | Sala Sporturilor Traian, Râmnicu Vâlcea Arbitri: Duță, Florescu |
| 16 octombrie 2012 18:00 | Bulatović, Farcău 7    | (24-14) | Băbeanu 8   | Sala Sporturilor Traian, Râmnicu Vâlcea Arbitri: Duță, Florescu |
| 16 octombrie 2012 18:00 | Raport                 |         |             | Sala Sporturilor Traian, Râmnicu Vâlcea Arbitri: Duță, Florescu |

| 19 octombrie 2012 20:00 | Corona Brașov | 29 – 22 | CSM Ploiești    | Școala generală 11, Brașov Arbitri: Băducu, Voicu |
| 19 octombrie 2012 20:00 | Țăcălie 8     | (14-10) | Dospin, Manda 5 | Școala generală 11, Brașov Arbitri: Băducu, Voicu |
| 19 octombrie 2012 20:00 | Raport        |         |                 | Școala generală 11, Brașov Arbitri: Băducu, Voicu |

| 22 octombrie 2012 17:30 | HC Zalău | 24 – 30 | HCM Baia Mare | Sala Avram Iancu, Zalău Asistență: 600 Arbitri: Pavel, State |
| 22 octombrie 2012 17:30 | Szűcs 7  | (11-16) | Geiger 15     | Sala Avram Iancu, Zalău Asistență: 600 Arbitri: Pavel, State |
| 22 octombrie 2012 17:30 | 5×       | Raport  | 5× 1×         | Sala Avram Iancu, Zalău Asistență: 600 Arbitri: Pavel, State |

| 23 octombrie 2012 18:00 | „U” Jolidon Cluj | 28 – 26 | CSM București | Sala Sporturilor Horia Demian, Cluj Arbitri: Georgescu, Moldoveanu |
| 23 octombrie 2012 18:00 | Tivadar 9        | (17-13) | Vărzaru 7     | Sala Sporturilor Horia Demian, Cluj Arbitri: Georgescu, Moldoveanu |
| 23 octombrie 2012 18:00 | 2×               | Raport  | 3×            | Sala Sporturilor Horia Demian, Cluj Arbitri: Georgescu, Moldoveanu |

| 27 octombrie 2012 11:00 | HC Dunărea Brăila | 29 – 21 | HCM Roman | Sala Polivalentă „Danubius”, Brăila Asistență: 800 Arbitri: Din, Dinu |
| 27 octombrie 2012 11:00 | Horjea 11         | (13-9)  | Marin 5   | Sala Polivalentă „Danubius”, Brăila Asistență: 800 Arbitri: Din, Dinu |
| 27 octombrie 2012 11:00 | 4×                | Raport  | 6×        | Sala Polivalentă „Danubius”, Brăila Asistență: 800 Arbitri: Din, Dinu |

HC Danubius Galați a stat.

### Etapa a VII-a
| 29 octombrie 2012 17:00 | CSM Ploiești | 21 – 36 | Oltchim Râmnicu Vâlcea | Sala Sporturilor, Plopeni Arbitri: Năstase, Stancu |
| 29 octombrie 2012 17:00 | Luca 8       | (11-14) | Stanca 7               | Sala Sporturilor, Plopeni Arbitri: Năstase, Stancu |
| 29 octombrie 2012 17:00 |              | Raport  | 3×                     | Sala Sporturilor, Plopeni Arbitri: Năstase, Stancu |

| 31 octombrie 2012 17:00 | HC Danubius Galați | 25 – 24 | Corona Brașov | Sala Siderurgistul, Galați Asistență: 350 Arbitri: Badiu, Barbu |
| 31 octombrie 2012 17:00 | Glibko 16          | (15-9)  | Chiper 6      | Sala Siderurgistul, Galați Asistență: 350 Arbitri: Badiu, Barbu |
| 31 octombrie 2012 17:00 | 4×                 | Raport  | 3×            | Sala Siderurgistul, Galați Asistență: 350 Arbitri: Badiu, Barbu |

| 1 noiembrie 2012 17:00 | HCM Roman  | 22 – 22 | HC Zalău | Sala Polivalentă, Roman Arbitri: Duță, Florescu |
| 1 noiembrie 2012 17:00 | Garipova 7 | (9-7)   | Pera 8   | Sala Polivalentă, Roman Arbitri: Duță, Florescu |
| 1 noiembrie 2012 17:00 | Raport     |         |          | Sala Polivalentă, Roman Arbitri: Duță, Florescu |

| 1 noiembrie 2012 18:00 | CSM București      | 27 – 22 | HC Dunărea Brăila | Sala Rapid, București Arbitri: Barcan, Ciurea |
| 1 noiembrie 2012 18:00 | Vărzaru, Binescu 5 | (12-12) | Horjea 7          | Sala Rapid, București Arbitri: Barcan, Ciurea |
| 1 noiembrie 2012 18:00 | 1×                 | Raport  | 1×                | Sala Rapid, București Arbitri: Barcan, Ciurea |

| 8 ianuarie 2013 17:00 | SCM Craiova | 24 – 24 | „U” Jolidon Cluj | Sala Polivalentă, Craiova Asistență: 3.000 Arbitri: Din, Dinu |
| 8 ianuarie 2013 17:00 | Briscan 6   | (13-11) | Senocico 8       | Sala Polivalentă, Craiova Asistență: 3.000 Arbitri: Din, Dinu |
| 8 ianuarie 2013 17:00 | 3×          | Raport  | 1×               | Sala Polivalentă, Craiova Asistență: 3.000 Arbitri: Din, Dinu |

HCM Baia Mare a stat.

### Etapa a VIII-a
| 5 noiembrie 2012 18:00 | HC Dunărea Brăila | 22 – 19 | SCM Craiova | Sala Polivalentă „Danubius”, Brăila Arbitri: Doană, Gociu |
| 5 noiembrie 2012 18:00 | Horjea 10         | (10-10) | Băbeanu 8   | Sala Polivalentă „Danubius”, Brăila Arbitri: Doană, Gociu |
| 5 noiembrie 2012 18:00 | 4×                | Raport  | 4×          | Sala Polivalentă „Danubius”, Brăila Arbitri: Doană, Gociu |

| 6 noiembrie 2012 17:00 | CSM Ploiești | 22 – 22 | HC Danubius Galați | Sala Sporturilor, Plopeni Arbitri: Pavel, State |
| 6 noiembrie 2012 17:00 | Dospin 8     | (10-13) | Glibko 11          | Sala Sporturilor, Plopeni Arbitri: Pavel, State |
| 6 noiembrie 2012 17:00 | 4×           | Raport  | 1×                 | Sala Sporturilor, Plopeni Arbitri: Pavel, State |

| 8 noiembrie 2012 16:30 | Corona Brașov | 30 – 26 | HCM Baia Mare | Școala generală 11, Brașov Asistență: 300 Arbitri: Barcan, Ciurea |
| 8 noiembrie 2012 16:30 | Druțu 8       | (14-12) | Geiger 8      | Școala generală 11, Brașov Asistență: 300 Arbitri: Barcan, Ciurea |
| 8 noiembrie 2012 16:30 | 5×            | Raport  | 1×            | Școala generală 11, Brașov Asistență: 300 Arbitri: Barcan, Ciurea |

| 14 noiembrie 2012 18:00 | Oltchim Râmnicu Vâlcea | 35 – 26 | „U” Jolidon Cluj | Sala Sporturilor Traian, Râmnicu Vâlcea Arbitri: Manea, Iliescu |
| 14 noiembrie 2012 18:00 | Bulatović 11           | (18-16) | Tivadar 6        | Sala Sporturilor Traian, Râmnicu Vâlcea Arbitri: Manea, Iliescu |
| 14 noiembrie 2012 18:00 | 1×                     | Raport  | 1×               | Sala Sporturilor Traian, Râmnicu Vâlcea Arbitri: Manea, Iliescu |

| 15 noiembrie 2012 16:30 | HC Zalău        | 25 – 22 | CSM București | Sala Avram Iancu, Zalău Arbitri: Drăgănescu, Eremia |
| 15 noiembrie 2012 16:30 | Czeczi, Szűcs 5 | (13-9)  | Mihalschi 11  | Sala Avram Iancu, Zalău Arbitri: Drăgănescu, Eremia |
| 15 noiembrie 2012 16:30 | 2×              | Raport  | 5× 1×         | Sala Avram Iancu, Zalău Arbitri: Drăgănescu, Eremia |

HCM Roman a stat.

### Etapa a IX-a
| 12 ianuarie 2013 11:15 | „U” Jolidon Cluj | 33 – 27 | HC Dunărea Brăila | Sala Sporturilor Horia Demian, Cluj Asistență: 1.000 Arbitri: Duță, Florescu |
| 12 ianuarie 2013 11:15 | Senocico 8       | (16-15) | Horjea, Perianu 7 | Sala Sporturilor Horia Demian, Cluj Asistență: 1.000 Arbitri: Duță, Florescu |
| 12 ianuarie 2013 11:15 | 1×               | Raport  | 1×                | Sala Sporturilor Horia Demian, Cluj Asistență: 1.000 Arbitri: Duță, Florescu |

| 12 ianuarie 2013 12:45 | HC Danubius Galați | 24 - 35 | Oltchim Râmnicu Vâlcea | Sala Siderurgistul, Galați Arbitri: Barbu, Manafu |
| 12 ianuarie 2013 12:45 | Glibko 9           | (10-18) | Barbosa 6              | Sala Siderurgistul, Galați Arbitri: Barbu, Manafu |
| 12 ianuarie 2013 12:45 |                    | Raport  | 2×                     | Sala Siderurgistul, Galați Arbitri: Barbu, Manafu |

| 13 ianuarie 2013 11:00 | HCM Roman | 20 – 24 | Corona Brașov | Sala Sporturilor, Roman Arbitri: Harabagiu, Stănescu |
| 13 ianuarie 2013 11:00 | Stoleru 6 | (9-11)  | Burghel 7     | Sala Sporturilor, Roman Arbitri: Harabagiu, Stănescu |
| 13 ianuarie 2013 11:00 | 2×        | Raport  | 7× 1×         | Sala Sporturilor, Roman Arbitri: Harabagiu, Stănescu |

| 14 ianuarie 2013 15:00 | HCM Baia Mare | 32 – 26 | CSM Ploiești | Sala Sporturilor Lascăr Pană, Baia Mare Asistență: 700 Arbitri: Barbu, Manafu |
| 14 ianuarie 2013 15:00 | Geiger 11     | (18-17) | Dospin 8     | Sala Sporturilor Lascăr Pană, Baia Mare Asistență: 700 Arbitri: Barbu, Manafu |
| 14 ianuarie 2013 15:00 | 2×            | Raport  | 5×           | Sala Sporturilor Lascăr Pană, Baia Mare Asistență: 700 Arbitri: Barbu, Manafu |

| 18 ianuarie 2013 11:00 | SCM Craiova | 16 – 20 | HC Zalău        | Sala Polivalentă, Craiova Asistență: 4.000 Arbitri: Fînață, Hendrea |
| 18 ianuarie 2013 11:00 | Gogoriță 7  | (9-6)   | Czeczi, Szűcs 5 | Sala Polivalentă, Craiova Asistență: 4.000 Arbitri: Fînață, Hendrea |
| 18 ianuarie 2013 11:00 | 4×          | Raport  | 5× 3× 1×        | Sala Polivalentă, Craiova Asistență: 4.000 Arbitri: Fînață, Hendrea |

CSM București a stat.

### Etapa a X-a
| 15 ianuarie 2013 18:00 | Oltchim Râmnicu Vâlcea | 30 – 22 | HC Dunărea Brăila | Sala Sporturilor Traian, Râmnicu Vâlcea Arbitri: Gorina, Melencu |
| 15 ianuarie 2013 18:00 | Nechita 6              | (16-10) | Horjea 11         | Sala Sporturilor Traian, Râmnicu Vâlcea Arbitri: Gorina, Melencu |
| 15 ianuarie 2013 18:00 | 1×                     | Raport  | 1×                | Sala Sporturilor Traian, Râmnicu Vâlcea Arbitri: Gorina, Melencu |

| 18 ianuarie 2013 18:00 | HC Zalău  | 30 – 30 | „U” Jolidon Cluj | Sala Avram Iancu, Zalău Arbitri: Barcan, Ciurea |
| 18 ianuarie 2013 18:00 | Czeczi 12 | (16-12) | Cartaș 9         | Sala Avram Iancu, Zalău Arbitri: Barcan, Ciurea |
| 18 ianuarie 2013 18:00 | 2×        | Raport  | 5×               | Sala Avram Iancu, Zalău Arbitri: Barcan, Ciurea |

| 19 ianuarie 2013 11:00 | Corona Brașov | 28 – 27 | CSM București | Școala generală 11, Brașov Arbitri: Dima, Gheorghiu |
| 19 ianuarie 2013 11:00 | Chiper 7      | (13-14) | Vărzaru 8     | Școala generală 11, Brașov Arbitri: Dima, Gheorghiu |
| 19 ianuarie 2013 11:00 | Raport        |         |               | Școala generală 11, Brașov Arbitri: Dima, Gheorghiu |

| 19 ianuarie 2013 12:30 | CSM Ploiești | 23 – 18 | HCM Roman | Sala Strejnic, Ploiești Asistență: 300 Arbitri: Badiu, Barbu |
| 19 ianuarie 2013 12:30 | Enescu 8     | (13-10) | Marin 10  | Sala Strejnic, Ploiești Asistență: 300 Arbitri: Badiu, Barbu |
| 19 ianuarie 2013 12:30 | 3×           | Raport  | 4×        | Sala Strejnic, Ploiești Asistență: 300 Arbitri: Badiu, Barbu |

| 19 ianuarie 2013 15:00 | HC Danubius Galați | 28 – 33 | HCM Baia Mare | Sala Siderurgistul, Galați Asistență: 400 Arbitri: Băducu, Voicu |
| 19 ianuarie 2013 15:00 | Glibko 13          | (12-14) | Rudics 9      | Sala Siderurgistul, Galați Asistență: 400 Arbitri: Băducu, Voicu |
| 19 ianuarie 2013 15:00 | 6×                 | Raport  | 4×            | Sala Siderurgistul, Galați Asistență: 400 Arbitri: Băducu, Voicu |

SCM Craiova a stat.

### Etapa a XI-a
| 26 ianuarie 2013 12:00 | HCM Baia Mare | 23 – 33 | Oltchim Râmnicu Vâlcea | Sala Sporturilor Lascăr Pană, Baia Mare Asistență: 3.000 Arbitri: Stancu, Năstase |
| 26 ianuarie 2013 12:00 | Geiger 6      | (9-16)  | Manea 6                | Sala Sporturilor Lascăr Pană, Baia Mare Asistență: 3.000 Arbitri: Stancu, Năstase |
| 26 ianuarie 2013 12:00 | 2×            | Raport  | 2×                     | Sala Sporturilor Lascăr Pană, Baia Mare Asistență: 3.000 Arbitri: Stancu, Năstase |

| 29 ianuarie 2013 17:30 | HCM Roman | 23 – 18 | HC Danubius Galați | Sala Sporturilor, Roman Asistență: 400 Arbitri: Din, Dinu |
| 29 ianuarie 2013 17:30 | Marin 6   | (11-10) | Glibko, Curtean 6  | Sala Sporturilor, Roman Asistență: 400 Arbitri: Din, Dinu |
| 29 ianuarie 2013 17:30 | 5×        | Raport  | 4×                 | Sala Sporturilor, Roman Asistență: 400 Arbitri: Din, Dinu |

| 30 ianuarie 2013 17:30 | SCM Craiova | 22 – 21 | Corona Brașov | Sala Polivalentă, Craiova Asistență: 3.500 Arbitri: Pavel, State |
| 30 ianuarie 2013 17:30 | Amariei 5   | (12-9)  | Burghel 5     | Sala Polivalentă, Craiova Asistență: 3.500 Arbitri: Pavel, State |
| 30 ianuarie 2013 17:30 | 3×          | Raport  | 1×            | Sala Polivalentă, Craiova Asistență: 3.500 Arbitri: Pavel, State |

| 30 ianuarie 2013 18:00 | CSM București | 25 – 20 | CSM Ploiești   | Sala Rapid, București Arbitri: Belean, Călina |
| 30 ianuarie 2013 18:00 | Binescu 10    | (14-8)  | Crap, Ștefan 4 | Sala Rapid, București Arbitri: Belean, Călina |
| 30 ianuarie 2013 18:00 | 4×            | Raport  | 4×             | Sala Rapid, București Arbitri: Belean, Călina |

| 30 ianuarie 2013 19:00 | HC Dunărea Brăila | 20 – 24 | HC Zalău | Sala Polivalentă „Danubius”, Brăila Asistență: 1.600 Arbitri: Stark, Ștefan |
| 30 ianuarie 2013 19:00 | Horjea 8          | (10-8)  | Szűcs 6  | Sala Polivalentă „Danubius”, Brăila Asistență: 1.600 Arbitri: Stark, Ștefan |
| 30 ianuarie 2013 19:00 |                   | Raport  | 1×       | Sala Polivalentă „Danubius”, Brăila Asistență: 1.600 Arbitri: Stark, Ștefan |

„U” Jolidon Cluj a stat.

## Rezultate în retur
Rezultate oficiale publicate de Federația Română de Handbal  și Liga Profesionistă de Handbal: 

### Etapa a XII-a
| 3 februarie 2013 11:00 | HCM Roman | 15 – 17 | HCM Baia Mare | Sala Polivalentă, Roman Asistență: 600 Arbitri: Drăgănescu, Eremia |
| 3 februarie 2013 11:00 | Krumova 4 | (8-9)   | Geiger 6      | Sala Polivalentă, Roman Asistență: 600 Arbitri: Drăgănescu, Eremia |
| 3 februarie 2013 11:00 | 3×        | Raport  | 4×            | Sala Polivalentă, Roman Asistență: 600 Arbitri: Drăgănescu, Eremia |

| 3 februarie 2013 12:30 | CSM București | 27 – 18 | HC Danubius Galați | Sala Rapid, București Arbitri: Georgescu, Moldoveanu |
| 3 februarie 2013 12:30 | Mihalschi 9   | (12-8)  | Zaremba 6          | Sala Rapid, București Arbitri: Georgescu, Moldoveanu |
| 3 februarie 2013 12:30 | Raport        |         |                    | Sala Rapid, București Arbitri: Georgescu, Moldoveanu |

| 4 februarie 2013 17:30 | SCM Craiova | 26 – 26 | CSM Ploiești | Sala Polivalentă, Craiova Arbitri: Din, Dinu |
| 4 februarie 2013 17:30 | Gogoriță 7  | (14-15) | Enescu 7     | Sala Polivalentă, Craiova Arbitri: Din, Dinu |
| 4 februarie 2013 17:30 | Raport      |         |              | Sala Polivalentă, Craiova Arbitri: Din, Dinu |

| 4 februarie 2013 19:00 | „U” Jolidon Cluj | 32 – 29 | Corona Brașov | Sala Sporturilor Horia Demian, Cluj Arbitri: Băducu, Voicu |
| 4 februarie 2013 19:00 | Chintoan 9       | (18-12) | Burghel 9     | Sala Sporturilor Horia Demian, Cluj Arbitri: Băducu, Voicu |
| 4 februarie 2013 19:00 | 3×               | Raport  | 3×            | Sala Sporturilor Horia Demian, Cluj Arbitri: Băducu, Voicu |

| 6 februarie 2013 12:15 | Oltchim Râmnicu Vâlcea | 29 – 24 | HC Zalău | Sala Sporturilor Traian, Râmnicu Vâlcea Arbitri: Gurbina, Stanciu |
| 6 februarie 2013 12:15 | Nechita 7              | (14-10) | Varga 8  | Sala Sporturilor Traian, Râmnicu Vâlcea Arbitri: Gurbina, Stanciu |
| 6 februarie 2013 12:15 | 6× 1×                  | Raport  | 2×       | Sala Sporturilor Traian, Râmnicu Vâlcea Arbitri: Gurbina, Stanciu |

HC Dunărea Brăila a stat.

### Etapa a XIII-a
| 9 februarie 2013 16:45 | Corona Brașov | 23 - 23 | HC Dunărea Brăila | Școala generală 11, Brașov Arbitri: Din, Dinu |
| 9 februarie 2013 16:45 | Chiper 6      | (15-10) | Perianu 6         | Școala generală 11, Brașov Arbitri: Din, Dinu |
| 9 februarie 2013 16:45 | Raport        |         |                   | Școala generală 11, Brașov Arbitri: Din, Dinu |

| 10 februarie 2013 11:00 | HC Danubius Galați | 29 - 30 | SCM Craiova | Sala Siderurgistul, Galați Arbitri: Duță, Florescu |
| 10 februarie 2013 11:00 | Glibko 14          | (16-14) | Gogoriță 9  | Sala Siderurgistul, Galați Arbitri: Duță, Florescu |
| 10 februarie 2013 11:00 | Raport             |         |             | Sala Siderurgistul, Galați Arbitri: Duță, Florescu |

| 10 februarie 2013 11:00 | CSM Ploiești | 30 - 28 | „U” Jolidon Cluj | Sala Strejnic, Ploiești Arbitri: Velișcă, Vlad |
| 10 februarie 2013 11:00 | Luca 9       | (16-16) | Senocico 8       | Sala Strejnic, Ploiești Arbitri: Velișcă, Vlad |
| 10 februarie 2013 11:00 | 4×           | Raport  | 5×               | Sala Strejnic, Ploiești Arbitri: Velișcă, Vlad |

| 10 februarie 2013 11:00 | HCM Baia Mare | 28 - 22 | CSM București | Sala Sporturilor Lascăr Pană, Baia Mare Asistență: 2.000 Arbitri: Harabagiu, Stănescu |
| 10 februarie 2013 11:00 | Geiger 7      | (14-10) | Mihalschi 8   | Sala Sporturilor Lascăr Pană, Baia Mare Asistență: 2.000 Arbitri: Harabagiu, Stănescu |
| 10 februarie 2013 11:00 | 3×            | Raport  | 2×            | Sala Sporturilor Lascăr Pană, Baia Mare Asistență: 2.000 Arbitri: Harabagiu, Stănescu |

| 21 februarie 2013 17:00 | HCM Roman | 22 - 29 | Oltchim Râmnicu Vâlcea | Sala Polivalentă, Roman Asistență: 500 Arbitri: Stancu, Năstase |
| 21 februarie 2013 17:00 | Joldeș 5  | (8-13)  | Brădeanu 7             | Sala Polivalentă, Roman Asistență: 500 Arbitri: Stancu, Năstase |
| 21 februarie 2013 17:00 |           | Raport  | 3×                     | Sala Polivalentă, Roman Asistență: 500 Arbitri: Stancu, Năstase |

HC Zalău a stat.

### Etapa a XIV-a
| 15 februarie 2013 18:00 | SCM Craiova | 17 - 31 | HCM Baia Mare | Sala Polivalentă, Craiova Asistență: 3.500 Arbitri: Băducu, Voicu |
| 15 februarie 2013 18:00 | Florică 5   | (9-13)  | Rudics 10     | Sala Polivalentă, Craiova Asistență: 3.500 Arbitri: Băducu, Voicu |
| 15 februarie 2013 18:00 | 5×          | Raport  | 4×            | Sala Polivalentă, Craiova Asistență: 3.500 Arbitri: Băducu, Voicu |

| 16 februarie 2013 17:00 | „U” Jolidon Cluj | 26 - 24 | HC Danubius Galați   | Sala Sporturilor Horia Demian, Cluj Arbitri: Doană, Gociu |
| 16 februarie 2013 17:00 | Senocico 7       | (14-10) | Artean, Burlacenko 6 | Sala Sporturilor Horia Demian, Cluj Arbitri: Doană, Gociu |
| 16 februarie 2013 17:00 | 2×               | Raport  |                      | Sala Sporturilor Horia Demian, Cluj Arbitri: Doană, Gociu |

| 17 februarie 2013 11:00 | HC Zalău | 24 - 18 | Corona Brașov | Sala Avram Iancu, Zalău Arbitri: Nacu, Rucoi |
| 17 februarie 2013 11:00 | Szűcs 6  | (11-9)  | Chiper 7      | Sala Avram Iancu, Zalău Arbitri: Nacu, Rucoi |
| 17 februarie 2013 11:00 | Raport   |         |               | Sala Avram Iancu, Zalău Arbitri: Nacu, Rucoi |

| 17 februarie 2013 11:00 | HC Dunărea Brăila | 31 - 22 | CSM Ploiești          | Sala Polivalentă „Danubius”, Brăila Arbitri: Dănuleț, Iordache |
| 17 februarie 2013 11:00 | Horjea 10         | (16-9)  | Enescu, Luca, Manda 4 | Sala Polivalentă „Danubius”, Brăila Arbitri: Dănuleț, Iordache |
| 17 februarie 2013 11:00 | 2×                | Raport  | 1×                    | Sala Polivalentă „Danubius”, Brăila Arbitri: Dănuleț, Iordache |

| 17 februarie 2013 12:30 | CSM București | 22 - 19 | HCM Roman | Sala Rapid, București Arbitri: Mîrza, Nedelea |
| 17 februarie 2013 12:30 | Mihalschi 6   | (12-6)  | Horobeț 6 | Sala Rapid, București Arbitri: Mîrza, Nedelea |
| 17 februarie 2013 12:30 | 5×            | Raport  | 7×        | Sala Rapid, București Arbitri: Mîrza, Nedelea |

CS Oltchim Râmnicu Vâlcea a stat.

### Etapa a XV-a
| 22 februarie 2013 17:00 | CSM Ploiești | 20 - 19 | HC Zalău  | Sala Strejnic, Ploiești Asistență: 300 Arbitri: Duță, Florescu |
| 22 februarie 2013 17:00 | Enescu 8     | (12-8)  | Tănăsie 4 | Sala Strejnic, Ploiești Asistență: 300 Arbitri: Duță, Florescu |
| 22 februarie 2013 17:00 | 5×           | Raport  | 1×        | Sala Strejnic, Ploiești Asistență: 300 Arbitri: Duță, Florescu |

| 23 februarie 2013 12:30 | CSM București | 24 - 32 | Oltchim Râmnicu Vâlcea | Sala Rapid, București Arbitri: Badiu, Barbu |
| 23 februarie 2013 12:30 | Vărzaru 8     | (13-19) | Bulatović 8            | Sala Rapid, București Arbitri: Badiu, Barbu |
| 23 februarie 2013 12:30 | 2×            | Raport  | 2×                     | Sala Rapid, București Arbitri: Badiu, Barbu |

| 24 februarie 2013 11:00 | HC Danubius Galați | 26 - 19 | HC Dunărea Brăila | Sala Siderurgistul, Galați Asistență: 500 Arbitri: Blas, Ghiorghișor |
| 24 februarie 2013 11:00 | Glibko 9           | (14-7)  | Perianu 6         | Sala Siderurgistul, Galați Asistență: 500 Arbitri: Blas, Ghiorghișor |
| 24 februarie 2013 11:00 | 6×                 | Raport  | 3×                | Sala Siderurgistul, Galați Asistență: 500 Arbitri: Blas, Ghiorghișor |

| 24 februarie 2013 11:00 | HCM Roman         | 22 - 18 | SCM Craiova       | Sala Sporturilor, Roman Asistență: 500 Arbitri: Stancu, Năstase |
| 24 februarie 2013 11:00 | Garipova, Pavăl 6 | (10-9)  | Apipie, Băbeanu 5 | Sala Sporturilor, Roman Asistență: 500 Arbitri: Stancu, Năstase |
| 24 februarie 2013 11:00 | 2×                | Raport  | 2×                | Sala Sporturilor, Roman Asistență: 500 Arbitri: Stancu, Năstase |

| 24 februarie 2013 11:00 | HCM Baia Mare | 27 - 21 | „U” Jolidon Cluj | Sala Sporturilor Lascăr Pană, Baia Mare Asistență: 2.500 Arbitri: Belean, Călina |
| 24 februarie 2013 11:00 | Buceschi 6    | (17-8)  | Cartaș 7         | Sala Sporturilor Lascăr Pană, Baia Mare Asistență: 2.500 Arbitri: Belean, Călina |
| 24 februarie 2013 11:00 | 2×            | Raport  | 2×               | Sala Sporturilor Lascăr Pană, Baia Mare Asistență: 2.500 Arbitri: Belean, Călina |

Corona Brașov a stat.

### Etapa a XVI-a
| 26 februarie 2013 19:30 | Oltchim Râmnicu Vâlcea | 34 - 18 | Corona Brașov | Sala Sporturilor Traian, Râmnicu Vâlcea Arbitri: Barbu, Manafu |
| 26 februarie 2013 19:30 | Farcău 8               | (18-10) | Zamfir 4      | Sala Sporturilor Traian, Râmnicu Vâlcea Arbitri: Barbu, Manafu |
| 26 februarie 2013 19:30 | 1×                     | Raport  | 3×            | Sala Sporturilor Traian, Râmnicu Vâlcea Arbitri: Barbu, Manafu |

| 1 martie 2013 12:00 | „U” Jolidon Cluj | 29 - 26 | HCM Roman | Sala Sporturilor Horia Demian, Cluj Arbitri: Stark, Ștefan |
| 1 martie 2013 12:00 | Chintoan 8       | (14-12) | Horobeț 5 | Sala Sporturilor Horia Demian, Cluj Arbitri: Stark, Ștefan |
| 1 martie 2013 12:00 | 4×               | Raport  | 3×        | Sala Sporturilor Horia Demian, Cluj Arbitri: Stark, Ștefan |

| 1 martie 2013 18:00 | HC Dunărea Brăila | 26 - 18 | HCM Baia Mare | Sala Polivalentă „Danubius”, Brăila Asistență: 1.500 Arbitri: Din, Dinu |
| 1 martie 2013 18:00 | Brot 8            | (17-11) | Geiger 6      | Sala Polivalentă „Danubius”, Brăila Asistență: 1.500 Arbitri: Din, Dinu |
| 1 martie 2013 18:00 | 5×                | Raport  | 1×            | Sala Polivalentă „Danubius”, Brăila Asistență: 1.500 Arbitri: Din, Dinu |

| 2 martie 2013 11:00 | HC Zalău | 30 - 25 | HC Danubius Galați | Sala Avram Iancu, Zalău Arbitri: Pavel, State |
| 2 martie 2013 11:00 | Szűcs 8  | (15-13) | Glibko 10          | Sala Avram Iancu, Zalău Arbitri: Pavel, State |
| 2 martie 2013 11:00 | 3×       | Raport  | 5× 2×              | Sala Avram Iancu, Zalău Arbitri: Pavel, State |

| 2 martie 2013 13:30 | SCM Craiova | 23 - 19 | CSM București | Sala Polivalentă, Craiova Arbitri: Georgescu, Moldoveanu |
| 2 martie 2013 13:30 | Băbeanu 8   | (12-11) | Mihalschi 9   | Sala Polivalentă, Craiova Arbitri: Georgescu, Moldoveanu |
| 2 martie 2013 13:30 | 5×          | Raport  | 3×            | Sala Polivalentă, Craiova Arbitri: Georgescu, Moldoveanu |

CSM Ploiești a stat.

### Etapa a XVII-a
| 6 februarie 2013 17:30 | HCM Baia Mare | 24 - 17 | HC Zalău | Sala Sporturilor Lascăr Pană, Baia Mare Asistență: 2.500 Arbitri: Georgescu, Moldoveanu |
| 6 februarie 2013 17:30 | Buceschi 7    | (8-9)   | Szűcs 5  | Sala Sporturilor Lascăr Pană, Baia Mare Asistență: 2.500 Arbitri: Georgescu, Moldoveanu |
| 6 februarie 2013 17:30 | 6×            | Raport  | 6×       | Sala Sporturilor Lascăr Pană, Baia Mare Asistență: 2.500 Arbitri: Georgescu, Moldoveanu |

| 10 februarie 2013 11:00 | HCM Roman | 25 - 21 | HC Dunărea Brăila | Sala Sporturilor, Roman Arbitri: Stancu, Năstase |
| 10 februarie 2013 11:00 | Marin 6   | (13-11) | Horjea 11         | Sala Sporturilor, Roman Arbitri: Stancu, Năstase |
| 10 februarie 2013 11:00 | Raport    |         |                   | Sala Sporturilor, Roman Arbitri: Stancu, Năstase |

| 10 februarie 2013 11:00 | CSM Ploiești  | 25 - 23 | Corona Brașov      | Sala Strejnic, Ploiești Arbitri: Harabagiu, Stănescu |
| 10 februarie 2013 11:00 | Luca, Manda 6 | (13-12) | Burghel, Țăcălie 5 | Sala Strejnic, Ploiești Arbitri: Harabagiu, Stănescu |
| 10 februarie 2013 11:00 | 3×            | Raport  | 6×                 | Sala Strejnic, Ploiești Arbitri: Harabagiu, Stănescu |

| 10 februarie 2013 12:30 | CSM București | 36 - 32 | „U” Jolidon Cluj | Sala Rapid, București Arbitri: Dănuleț, Iordache |
| 10 februarie 2013 12:30 | Vărzaru 13    | (18-17) | Tivadar 9        | Sala Rapid, București Arbitri: Dănuleț, Iordache |
| 10 februarie 2013 12:30 | 4×            | Raport  | 1×               | Sala Rapid, București Arbitri: Dănuleț, Iordache |

| 27 martie 2013 18:30 | SCM Craiova | 20 - 25 | Oltchim Râmnicu Vâlcea | Sala Polivalentă, Craiova Asistență: 4.500 Arbitri: Cruceru, Rădulescu |
| 27 martie 2013 18:30 | Băbeanu 6   | (10-10) | Barbosa 7              | Sala Polivalentă, Craiova Asistență: 4.500 Arbitri: Cruceru, Rădulescu |
| 27 martie 2013 18:30 | 4×          | Raport  | 2×                     | Sala Polivalentă, Craiova Asistență: 4.500 Arbitri: Cruceru, Rădulescu |

HC Danubius Galați a stat.

### Etapa a XVIII-a
| 30 martie 2013 12:00 | Oltchim Râmnicu Vâlcea | 34 – 27 | CSM Ploiești | Sala Sporturilor Traian, Râmnicu Vâlcea Arbitri: Duță, Florescu |
| 30 martie 2013 12:00 | Barbosa, Bulatović 6   | (19-10) | Luca 9       | Sala Sporturilor Traian, Râmnicu Vâlcea Arbitri: Duță, Florescu |
| 30 martie 2013 12:00 | Raport                 |         |              | Sala Sporturilor Traian, Râmnicu Vâlcea Arbitri: Duță, Florescu |

| 2 aprilie 2013 12:00 | HC Zalău | 25 - 17 | HCM Roman | Sala Avram Iancu, Zalău Arbitri: Mîrza, Nedelea |
| 2 aprilie 2013 12:00 | Varga 7  | (11-7)  | Marin 10  | Sala Avram Iancu, Zalău Arbitri: Mîrza, Nedelea |
| 2 aprilie 2013 12:00 | Raport   |         |           | Sala Avram Iancu, Zalău Arbitri: Mîrza, Nedelea |

| 4 aprilie 2013 17:30 | Corona Brașov | 29 - 26 | HC Danubius Galați | Școala generală 11, Brașov Arbitri: Fînață, Hendrea |
| 4 aprilie 2013 17:30 | Chiper 9      | (12-13) | Glibko 11          | Școala generală 11, Brașov Arbitri: Fînață, Hendrea |
| 4 aprilie 2013 17:30 | Raport        |         |                    | Școala generală 11, Brașov Arbitri: Fînață, Hendrea |

| 4 aprilie 2013 18:00 | „U” Jolidon Cluj | 32 - 24 | SCM Craiova | Sala Sporturilor Horia Demian, Cluj Arbitri: Stancu, Năstase |
| 4 aprilie 2013 18:00 | Chintoan 10      | (12-15) | Băbeanu 7   | Sala Sporturilor Horia Demian, Cluj Arbitri: Stancu, Năstase |
| 4 aprilie 2013 18:00 | 3×               | Raport  | 4×          | Sala Sporturilor Horia Demian, Cluj Arbitri: Stancu, Năstase |

| 4 aprilie 2013 18:00 | HC Dunărea Brăila | 28 - 21 | CSM București        | Sala Polivalentă „Danubius”, Brăila Asistență: 1.000 Arbitri: Barcan, Ciurea |
| 4 aprilie 2013 18:00 | Horjea 10         | (16-11) | Anghelina, Vărzaru 5 | Sala Polivalentă „Danubius”, Brăila Asistență: 1.000 Arbitri: Barcan, Ciurea |
| 4 aprilie 2013 18:00 | 2×                | Raport  | 2×                   | Sala Polivalentă „Danubius”, Brăila Asistență: 1.000 Arbitri: Barcan, Ciurea |

HCM Baia Mare a stat.

### Etapa a XIX-a
| 9 aprilie 2013 18:00 | HCM Baia Mare | 29 – 27 | Corona Brașov | Sala Sporturilor Lascăr Pană, Baia Mare Asistență: 1.000 Arbitri: Pavel, State |
| 9 aprilie 2013 18:00 | Buceschi 10   | (16-13) | Chiper 11     | Sala Sporturilor Lascăr Pană, Baia Mare Asistență: 1.000 Arbitri: Pavel, State |
| 9 aprilie 2013 18:00 | 2×            | Raport  | 2× 1×         | Sala Sporturilor Lascăr Pană, Baia Mare Asistență: 1.000 Arbitri: Pavel, State |

| 10 aprilie 2013 17:00 | HC Danubius Galați | 25 - 22 | CSM Ploiești | Sala Siderurgistul, Galați Arbitri: Barbu, Manafu |
| 10 aprilie 2013 17:00 | Gheorghe 7         | (15-5)  | Enescu 6     | Sala Siderurgistul, Galați Arbitri: Barbu, Manafu |
| 10 aprilie 2013 17:00 | 2×                 | Raport  | 2×           | Sala Siderurgistul, Galați Arbitri: Barbu, Manafu |

| 10 aprilie 2013 18:00 | SCM Craiova | 21 - 23 | HC Dunărea Brăila | Sala Polivalentă, Craiova Arbitri: Duță, Florescu |
| 10 aprilie 2013 18:00 | Gogoriță 6  | (12-10) | Horjea 9          | Sala Polivalentă, Craiova Arbitri: Duță, Florescu |
| 10 aprilie 2013 18:00 | 1×          | Raport  | 3× 1×             | Sala Polivalentă, Craiova Arbitri: Duță, Florescu |

| 17 aprilie 2013 11:00 | CSM București | 26 - 22 | HC Zalău | Sala Rapid, București Arbitri: Drăgănescu, Eremia |
| 17 aprilie 2013 11:00 | Mihalschi 14  | (15-11) | Szűcs 6  | Sala Rapid, București Arbitri: Drăgănescu, Eremia |
| 17 aprilie 2013 11:00 | 4×            | Raport  | 3×       | Sala Rapid, București Arbitri: Drăgănescu, Eremia |

| 21 aprilie 2013 11:00 | „U” Jolidon Cluj | 31 - 33 | Oltchim Râmnicu Vâlcea | Sala Sporturilor Horia Demian, Cluj Asistență: 1.500 Arbitri: Harabagiu, Stănescu |
| 21 aprilie 2013 11:00 | Cartaș 11        | (16-17) | Barbosa, Managarova 7  | Sala Sporturilor Horia Demian, Cluj Asistență: 1.500 Arbitri: Harabagiu, Stănescu |
| 21 aprilie 2013 11:00 | 2×               | Raport  | 2× 3×                  | Sala Sporturilor Horia Demian, Cluj Asistență: 1.500 Arbitri: Harabagiu, Stănescu |

HCM Roman a stat.

### Etapa a XX-a
| 17 aprilie 2013 19:30 | HC Dunărea Brăila | 27 - 25 | „U” Jolidon Cluj    | Sala Polivalentă „Danubius”, Brăila Arbitri: Dănuleț, Iordache |
| 17 aprilie 2013 19:30 | Horjea 13         | (19-11) | Senocico, Tivadar 6 | Sala Polivalentă „Danubius”, Brăila Arbitri: Dănuleț, Iordache |
| 17 aprilie 2013 19:30 | 4×                | Raport  | 4×                  | Sala Polivalentă „Danubius”, Brăila Arbitri: Dănuleț, Iordache |

| 18 aprilie 2013 17:00 | CSM Ploiești | 32 - 40 | HCM Baia Mare | Sala Strejnic, Ploiești Asistență: 200 Arbitri: Georgescu, Moldoveanu |
| 18 aprilie 2013 17:00 | Enescu 10    | (11-18) | Buceschi 8    | Sala Strejnic, Ploiești Asistență: 200 Arbitri: Georgescu, Moldoveanu |
| 18 aprilie 2013 17:00 | 3×           | Raport  | 5×            | Sala Strejnic, Ploiești Asistență: 200 Arbitri: Georgescu, Moldoveanu |

| 18 aprilie 2013 17:30 | Corona Brașov | 23 - 24 | HCM Roman | Sala Sporturilor Dumitru Popescu Colibași, Brașov Arbitri: Băducu, Voicu |
| 18 aprilie 2013 17:30 | Burghel 7     | (12-12) | Marin 8   | Sala Sporturilor Dumitru Popescu Colibași, Brașov Arbitri: Băducu, Voicu |
| 18 aprilie 2013 17:30 | Raport        |         |           | Sala Sporturilor Dumitru Popescu Colibași, Brașov Arbitri: Băducu, Voicu |

| 18 aprilie 2013 19:30 | Oltchim Râmnicu Vâlcea | 32 - 20 | HC Danubius Galați | Sala Sporturilor Traian, Râmnicu Vâlcea Arbitri: Blas, Ghiorghișor |
| 18 aprilie 2013 19:30 | Managarova 6           | (18-9)  | Artean 5           | Sala Sporturilor Traian, Râmnicu Vâlcea Arbitri: Blas, Ghiorghișor |
| 18 aprilie 2013 19:30 | 1×                     | Raport  | 2× 1×              | Sala Sporturilor Traian, Râmnicu Vâlcea Arbitri: Blas, Ghiorghișor |

| 21 aprilie 2013 11:00 | HC Zalău  | 34 - 27 | SCM Craiova | Sala Avram Iancu, Zalău Arbitri: Muntean, Turdean |
| 21 aprilie 2013 11:00 | Pintea 10 | (15-8)  | Apipie 10   | Sala Avram Iancu, Zalău Arbitri: Muntean, Turdean |
| 21 aprilie 2013 11:00 | 1×        | Raport  | 2×          | Sala Avram Iancu, Zalău Arbitri: Muntean, Turdean |

CSM București a stat.

### Etapa a XXI-a
| 1 mai 2013 11:00 | HCM Roman | 24 – 21 | CSM Ploiești | Sala Polivalentă, Roman Asistență: 250 Arbitri: Badiu, Barbu |
| 1 mai 2013 11:00 | Marin 10  | (14–10) | Manda 7      | Sala Polivalentă, Roman Asistență: 250 Arbitri: Badiu, Barbu |
| 1 mai 2013 11:00 | 2×        | Raport  | 5×           | Sala Polivalentă, Roman Asistență: 250 Arbitri: Badiu, Barbu |

| 8 mai 2013 17:00 | HCM Baia Mare | 39 - 34 | HC Danubius Galați | Sala Sporturilor Lascăr Pană, Baia Mare Asistență: 2.200 Arbitri: Velișca, Vlad |
| 8 mai 2013 17:00 | Geiger 9      | (17-12) | Artean 12          | Sala Sporturilor Lascăr Pană, Baia Mare Asistență: 2.200 Arbitri: Velișca, Vlad |
| 8 mai 2013 17:00 | 3×            | Raport  | 2×                 | Sala Sporturilor Lascăr Pană, Baia Mare Asistență: 2.200 Arbitri: Velișca, Vlad |

| 8 mai 2013 18:00 | „U” Jolidon Cluj  | 19 - 18 | HC Zalău | Sala Sporturilor Horia Demian, Cluj Arbitri: Din, Dinu |
| 8 mai 2013 18:00 | Cartaș, Tivadar 5 | (10-7)  | Pera 5   | Sala Sporturilor Horia Demian, Cluj Arbitri: Din, Dinu |
| 8 mai 2013 18:00 | 6× 2×             | Raport  | 6× 2×    | Sala Sporturilor Horia Demian, Cluj Arbitri: Din, Dinu |

| 8 mai 2013 19:30 | CSM București | 30 - 35 | Corona Brașov | Sala Rapid, București Asistență: 200 Arbitri: Harabagiu, Stănescu |
| 8 mai 2013 19:30 | Cruceanu 8    | (15-18) | Țăcălie 7     | Sala Rapid, București Asistență: 200 Arbitri: Harabagiu, Stănescu |
| 8 mai 2013 19:30 | Raport        |         |               | Sala Rapid, București Asistență: 200 Arbitri: Harabagiu, Stănescu |

| 11 mai 2013 11:00 | HC Dunărea Brăila | 24 - 34 | Oltchim Râmnicu Vâlcea | Sala Polivalentă „Danubius”, Brăila Arbitri: Duță, Florescu |
| 11 mai 2013 11:00 | Horjea 7          | (12-18) | Brădeanu, Farcău 5     | Sala Polivalentă „Danubius”, Brăila Arbitri: Duță, Florescu |
| 11 mai 2013 11:00 | Raport            |         |                        | Sala Polivalentă „Danubius”, Brăila Arbitri: Duță, Florescu |

SCM Craiova a stat.

### Etapa a XXII-a
| 15 mai 2013 17:00 | HC Danubius Galați | 30 - 31 | HCM Roman | Sala Siderurgistul, Galați Asistență: 75 Arbitri: Doană, Gociu |
| 15 mai 2013 17:00 | Glibko 12          | (13-15) | Marin 10  | Sala Siderurgistul, Galați Asistență: 75 Arbitri: Doană, Gociu |
| 15 mai 2013 17:00 | 3×                 | Raport  | 5×        | Sala Siderurgistul, Galați Asistență: 75 Arbitri: Doană, Gociu |

| 15 mai 2013 17:00 | CSM Ploiești | 34 - 32 | CSM București | Sala Rapid, București Arbitri: Muntean, Turdean |
| 15 mai 2013 17:00 | Enescu 11    | (20-18) | Popa 11       | Sala Rapid, București Arbitri: Muntean, Turdean |
| 15 mai 2013 17:00 | 5×           | Raport  | 3× 1×         | Sala Rapid, București Arbitri: Muntean, Turdean |

| 15 mai 2013 17:00 | HC Zalău | 28 - 24 | HC Dunărea Brăila | Sala Avram Iancu, Zalău Arbitri: Stark, Ștefan |
| 15 mai 2013 17:00 | Varga 10 | (14-12) | Moldovan, Șuțka 6 | Sala Avram Iancu, Zalău Arbitri: Stark, Ștefan |
| 15 mai 2013 17:00 | 3× 1×    | Raport  | 2×                | Sala Avram Iancu, Zalău Arbitri: Stark, Ștefan |

| 12 mai 2013 | Corona Brașov | 30 - 23 | SCM Craiova | Sala Sporturilor Dumitru Popescu Colibași, Brașov Arbitri: Năstase, Stancu |
| 12 mai 2013 | Țăcălie 7     | (16-12) | Apipie 8    | Sala Sporturilor Dumitru Popescu Colibași, Brașov Arbitri: Năstase, Stancu |
| 12 mai 2013 | Raport        |         |             | Sala Sporturilor Dumitru Popescu Colibași, Brașov Arbitri: Năstase, Stancu |

| 14 mai 2013 19:00 | Oltchim Râmnicu Vâlcea      | 35 - 26 | HCM Baia Mare | Sala Sporturilor Traian, Râmnicu Vâlcea Asistență: 1.500 Arbitri: Duță, Florescu |
| 14 mai 2013 19:00 | Barbosa, Bulatović, Curea 5 | (15-13) | Geiger 9      | Sala Sporturilor Traian, Râmnicu Vâlcea Asistență: 1.500 Arbitri: Duță, Florescu |
| 14 mai 2013 19:00 | 2×                          | Raport  | 2× 3×         | Sala Sporturilor Traian, Râmnicu Vâlcea Asistență: 1.500 Arbitri: Duță, Florescu |

„U” Jolidon Cluj a stat.

## Clasamentul marcatoarelor
Actualizat pe 15 mai 2013
Irina Glibko a fost câștigătoarea Trofeului Simona Arghir Sandu ediția 2012-2013, cu 177 de goluri. Numele golgheterului a putut fi cunoscut abia în ultima etapă de campionat, din cauza competiției foarte strânse între Glibko și ocupanta locului doi, Alina Horjea.
| Poz. | Nume                       | Echipă            | Goluri |
| ---- | -------------------------- | ----------------- | ------ |
| 1    | Irina Glibko (UKR)         | Danubius Galați   | 177    |
| 2    | Alina Horjea (ROU)         | Dunărea Brăila    | 165    |
| 3    | Melinda Geiger (ROU)       | HCM Baia Mare     | 142    |
| 4    | Gabriela Mihalschi (ROU)   | CSM București     | 111    |
| 5    | Florina Chintoan (ROU)     | „U” Jolidon Cluj  | 108    |
| 6    | Eliza Buceschi (ROU)       | HCM Baia Mare     | 104    |
| 7    | Mihaela Tivadar (ROU)      | „U” Jolidon Cluj  | 103    |
| 8    | Katarina Bulatović (MNE)   | Oltchim Vâlcea    | 99     |
| 8    | Luciana Marin (ROU)        | HCM Roman         | 99     |
| 10   | Cristina Vărzaru (ROU)     | CSM București     | 97     |
| 11   | Mihaela Ani-Senocico (ROU) | „U” Jolidon Cluj  | 94     |
| 12   | Carmen Cartaș (ROU)        | „U” Jolidon Cluj  | 93     |
| 13   | Andreea Enescu (ROU)       | CSM Ploiești      | 88     |
| 13   | Gabriela Perianu (ROU)     | HC Dunărea Brăila | 88     |
| 15   | Gabriella Szűcs (HUN)      | HC Zalău          | 87     |
| 16   | Alexandra Gogoriță (ROU)   | SCM Craiova       | 83     |
| 17   | Alexandrina Barbosa (POR)  | Oltchim Vâlcea    | 82     |
| 18   | Daniela Băbeanu (ROU)      | SCM Craiova       | 81     |
| 19   | Adriana Țăcălie (ROU)      | Corona Brașov     | 80     |
| 20   | Marilena Burghel (ROU)     | Corona Brașov     | 78     |
| 20   | Janina Luca (ROU)          | CSM Ploiești      | 78     |